# Jordanhill
Jordanhill (Cnoc Iòrdain en gaélique écossais (gd) ; Jordanhull en scots (sco)) est un district de Glasgow. Il est situé à proximité des quartiers de Whiteinch, de Knightswood et de Scotstoun. Jusqu'en 2012, l'université de Strathclyde y possèdait une antenne et un campus. La Gare de Jordanhill y est située.

## Histoire
C'est un quartier historiquement populaire, lié à l'exploitation d'une mine de charbon à proximité. La présence de l'université a redynamisé le quartier, lui donnant une riche vie étudiante.

## Sports
Le club de rugby Hillhead Jordanhill RFC est situé à Jordanhill (ainsi que dans le quartier de Hillhead).

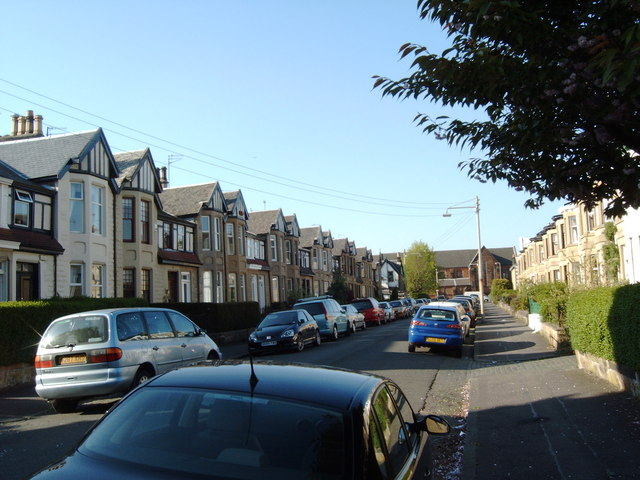
Une rue typique de Jordanhill.
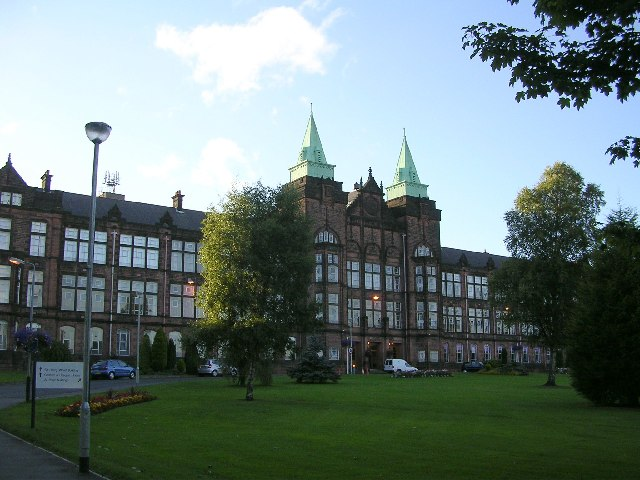
Le Jordanhill College, antenne de l'université.
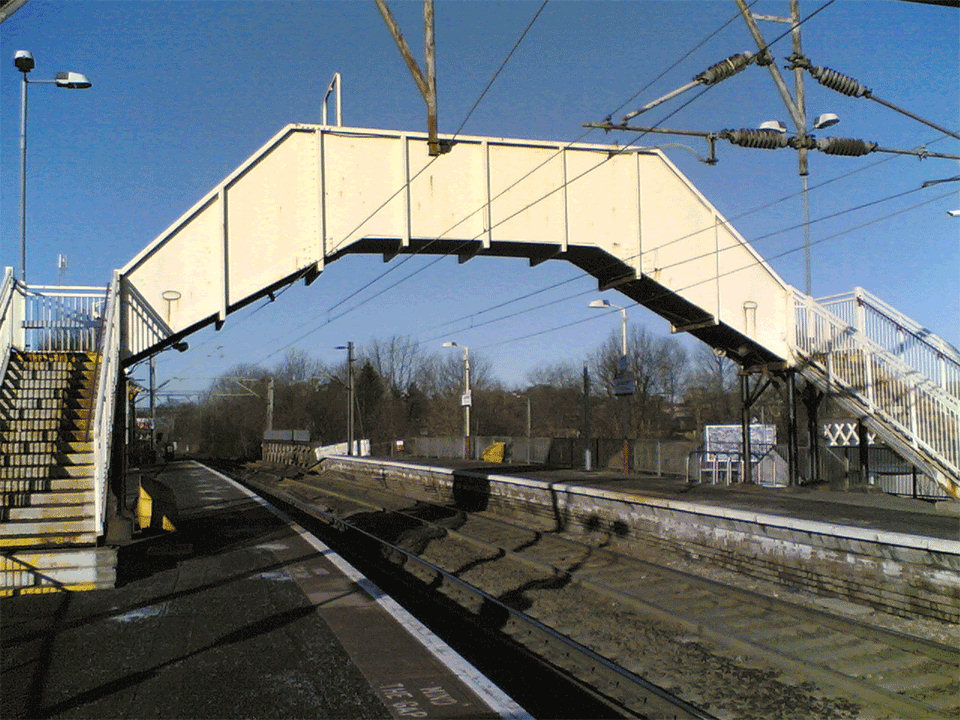
La gare de Jordanhill.
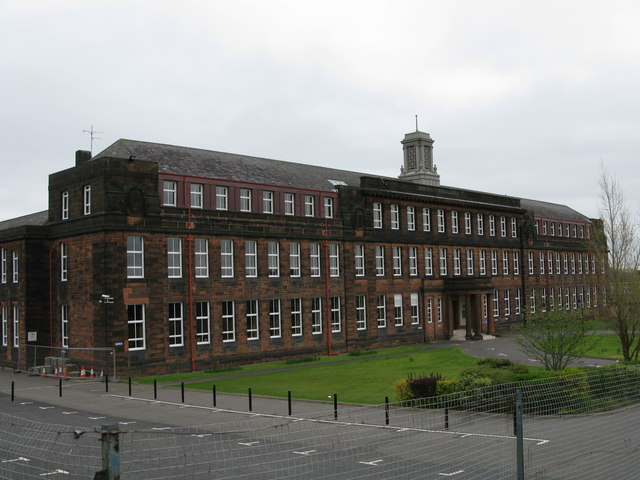
La Jordanhill School.
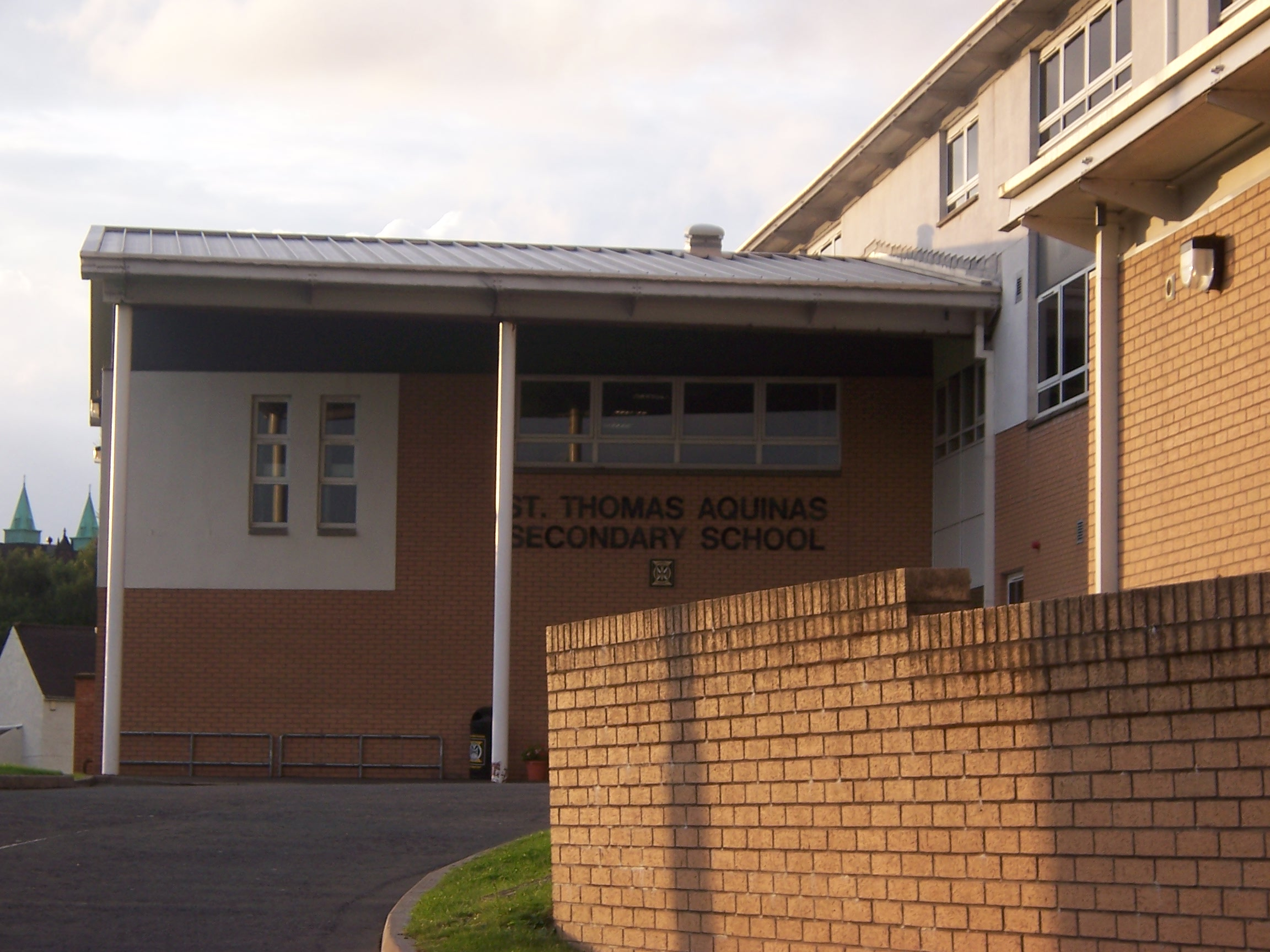
Le collège et lycée.

.